# Loxocauda
Loxocauda is een geslacht van kreeftachtigen uit de klasse van de Ostracoda (mosselkreeftjes).

## Soorten
- Loxocauda azeri (Agalarova, 1961) Krstic & Stan, 1990 †
- Loxocauda decipiens (Mueller, 1894) Sissingh, 1972 †
- Loxocauda fragilis (Sars, 1866) Athersuch & Horne, 1984
- Loxocauda limata (Schneider, 1940) Schornikov, 1969 †
- Loxocauda minuscula Whatley, Jones & Wouters, 2000
- Loxocauda muelleri Schornikov, 1969
- Loxocauda orientalis Schornikov, 2011
- Loxocauda pellucida (Mueller, 1894) Athersuch & Horne, 1984
- Loxocauda stevanovici Krstic, 1971 †
- Loxocauda subquadrata Maybury & Whatley, 1987 †